# Hakluyt Ø
Hakluyt Ø o Appasuak o Agpasuak è un'isola disabitata della Groenlandia nella Baia di Baffin. Si trova a 77°26'N 72°40'O; appartiene al comune di Avannaata. L'isola venne battezzata con questo nome dall'esportatore Robert Bylot in onore di Richard Hakluyt, esploratore a sua volta, vissuto tra il 1553 e il 1616, noto per i suoi viaggi e libri nei territori orientali degli odierni Stati Uniti d'America.